# Jean Wicki
Jean Wicki (n. 18 iunie 1933, Sierre⁠(d), Cantonul Valais, Elveția – d. 11 iunie 2023) a fost un bober ce a reprezentat Elveția, medaliat olimpic. A participat la 2 ediții ale Jocurilor Olimpice (1968, 1972) în care a câștigat o medalie de aur și două medalii de bronz.